# ويلسون كيسي
ويلسون كيسي (بالإنجليزية: Wilson Casey)‏ هو كاتب العمود وصحفي أمريكي، ولد في 1954.

## وصلات خارجية
- ويلسون كيسي على موقع IMDb (الإنجليزية)